# Cécile Untermaier
Cécile Untermaier (nascida em 28 de dezembro de 1951) é uma funcionária pública francesa e política do Partido Socialista. Ela é membro da Assembleia Nacional pelo 4º círculo eleitoral de Saône-et-Loire desde 2012.